# 唱客人生素人圓夢計畫
唱客人生素人圓夢計畫 (英文名：Singing for the dreams)於2017年8月創立，目前台灣唯一的音樂素人圓夢計畫，由ComingBack文創營運，透過三個階段培訓與體驗：第一階段，邀請發片歌手進行歌唱培訓；第二階段，則為live band演唱會，在西門河岸留言展演館或corner house角落文創舉行。
唱客人生素人圓夢計畫培育人才至今已有1.0唱客1班至13班、2.0唱客1班至7班。2018年12月起與國立臺灣師範大學亞洲流行音樂數位科技研究中心進行產學合作，1.0唱客6班至唱客13班為產學合作班級，2020年6月1日起因COVID-19新冠疫情，配合政府防疫政策暫停產學合作活動計畫之報名與進行，於2020年8月2日1.0唱客13班結業後終止；2019年12月，開始啟動唱客2.0全新計畫，邀請業界知名模特兒與藝人肢體訓練師，導入模特兒肢體開發、口語表達與主持、流行音樂產業分析、專業練團講座等培訓，不受疫情影響，持續進行中。
唱客人生素人圓夢計畫於2018年從已結業的學員中挑選3位（唱客1班-諾亞．唱客2班-熽．唱客2班-希妶）組成唱客幫，2018年12月28日全球數位發行-唱客人生 單曲。2021年組成男女重唱團體-學長/學妹，由1.0唱客2班-熽以及2.0唱客6班-曾玉銜組成，發行首張專輯-會說話的啞巴 The Mute，其中MV男女主角也邀集1.0唱客1班-吳亞碩、1.0唱客12班-楊雅晴、波力唱客服裝體驗大使-廖珠婷擔綱演出，並前所未見的與食品製造業跨產業合作。

## 相關連結
- 知名製作人王治平訪談（页面存档备份，存于）
- 知名製作人陳子鴻訪談
- 歌手解偉苓訪談 （页面存档备份，存于）
- 臺師大亞洲流行音樂數位科技發展中心主任李和莆教授訪談 （页面存档备份，存于）
- 單曲-唱客人生 官方MV（页面存档备份，存于）
- 藝人、模特兒肢體形象訓練師劉姿君訪談（页面存档备份，存于）
- 主持人、模特兒李沛瑾訪談（页面存档备份，存于）
- 單曲-會說話的啞巴 官方MV

## 外部連結
- 唱客人生素人圓夢計畫臉書粉絲專頁
- 唱客人生素人圓夢計畫YouTube頻道